# بثرست، نیو ساوت ولز

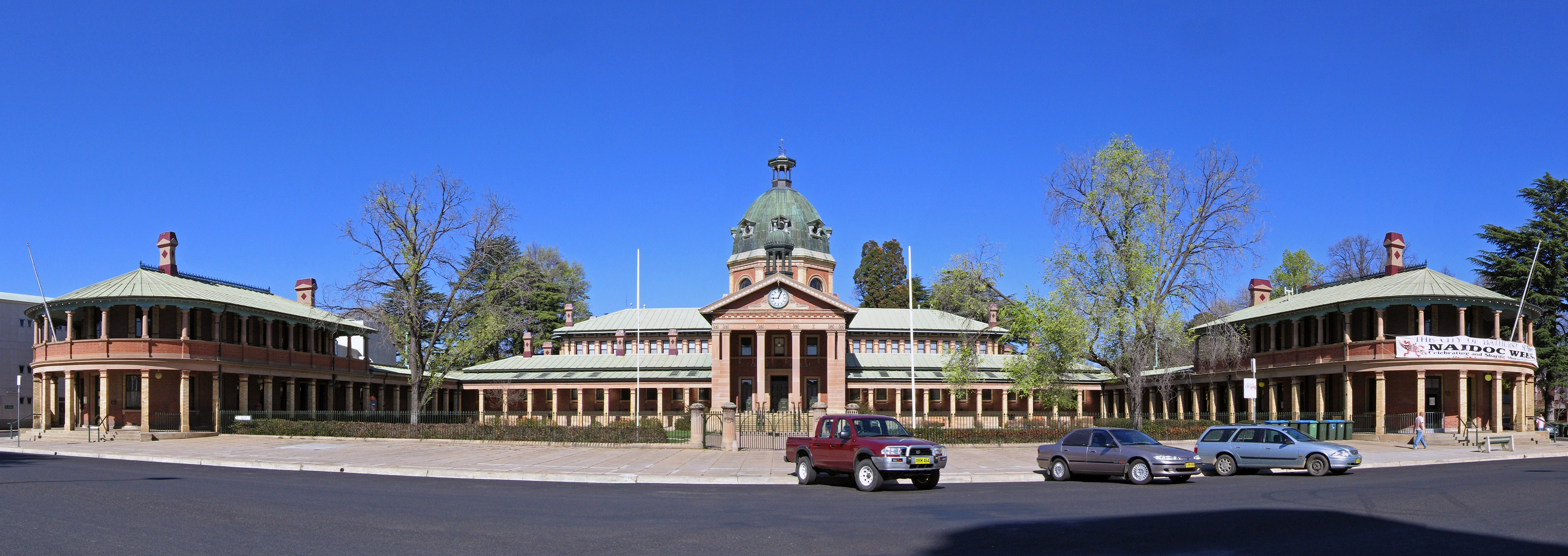
دادسرای بثرست در خیابان راسل، ساخته شده در سال ۱۸۸۰

بَثِرست (به انگلیسی: Bathurst) شهری منطقه‌ای در فلات مرکزی ایالت نیو ساوت ولز استرالیا است. این شهر در ۲۰۰ کیلومتر (۱۲۰ مایل) غرب سیدنی واقع شده و زیر مجموعه منطقه بثرست است. بثرست قدیمی‌ترین سکونت‌گاه انسان در سرزمین‌های غیر ساحلی استرالیا است که بر پایه سرشماری سال ۲۰۱۹ در استرالیا ۳۷.۱۹۱ نفر جمعیت دارد.